# Charles Philip Yorke
Charles Philip Yorke (12. března 1764 – 13. března 1834) byl britský státník ze šlechtického rodu Yorke. Během své kariéry byl téměř třicet let poslancem Dolní sněmovny, zastával funkce ministra války (1801–1803), vnitra (1803–1804) a námořnictva (1810–1812).

## Kariéra
Byl mladším synem významného právníka Charlese Yorke a mladším bratrem irského místokrále 3. hraběte z Hardwicke. Vystudoval v Cambridge, poté podnikl kavalírskou cestu do Itálie (1788–1789), v letech 1790–1818 byl členem Dolní sněmovny. V letech 1790–1810 zastupoval v parlamentu hrabství Cambridgeshire, kde také sloužil v dobrovolnických sborech a nakonec dosáhl hodnosti plukovníka. V letech 1801–1803 byl ministrem války, od roku 1801 zároveň členem Tajné rady.
Krátce byl ministrem vnitra (1803–1804) a nakonec ministrem námořnictva (1810–1812). Do čela admirality byl povolán v rámci širších personálních změn v kabinetu v květnu 1810. Tehdy musel po všeobecné kritice svého působení odstoupit generální polní zbrojmistr 2. hrabě z Chathamu a na jeho místo byl jmenován dosavadní první lord admirality baron Mulgrave. Yorke byl prvním lordem admirality jmenován 1. května 1810 a několik dní nato provedl změnu ve složení komise dalších lordů, mimo jiné do funkce námořního lorda povolal svého mladšího bratra Josepha. Charles Philip Yorke zastával v politice konzervativní stanoviska, bránil emancipaci katolíků a podporou zákazu navštěvovat cizincům a novinářům zasedání Dolní sněmovny způsobil v Londýně pouliční bouře (1810). Své politické působení ukončil odchodem z poslanecké sněmovny v roce 1818.
Od roku 1801 byl členem Královské společnosti, byl též členem Královské společnosti starožitností.
Jeho nemanželský syn Sir Charles Douglas (1806–1887) byl absolventem Cambridgeské univerzity a dlouholetým členem Dolní sněmovny.